# Rosemary Popa
Rosemary Popa (Melbourne, 30 de diciembre de 1991) es una deportista australiana que compite en remo. Es hija de los remeros Ion Popa y Susan Chapman.
Participó en los Juegos Olímpicos de Tokio 2020, obteniendo una medalla de oro en la prueba de cuatro sin timonel. Ganó dos medallas en el Campeonato Mundial de Remo, en los años 2018 y 2019.
En 2022 fue condecorada con la Medalla de la Orden de Australia (OAM).

## Palmarés internacional
| Juegos Olímpicos   | Juegos Olímpicos     | Juegos Olímpicos  | Juegos Olímpicos   |
| Año                | Lugar                | Medalla           | Prueba             |
| ------------------ | -------------------- | ----------------- | ------------------ |
| 2020               | Tokio (Japón)        | Medalla de oro    | Cuatro sin timonel |
| Campeonato Mundial |                      |                   |                    |
| Año                | Lugar                | Medalla           | Prueba             |
| 2018               | Plovdiv (Bulgaria)   | Medalla de bronce | Ocho con timonel   |
| 2019               | Ottensheim (Austria) | Medalla de plata  | Ocho con timonel   |